# Pot parallèle
Au jeu de poker, lorsqu'un joueur veut suivre une relance d'un autre joueur dont le nombre de jeton est supérieur à son tapis, il peut le faire et dit alors « tapis » en misant tous ses jetons mais ne pourra prétendre gagner que le pot parallèle qui a été créé pour lui.

## Exemples
Myc a 300 jetons, Don a 200 jetons, Joey a 100 jetons, Will a 50 jetons.
Myc mise 200 jetons et les trois autres suivent, ils sont donc tapis → création de trois pots parallèles puisque Joey et Will ne disposent pas d'assez de fonds :
- pot parallèle principal que tout le monde se dispute : 50 jetons + 50 jetons + 50 jetons + 50 jetons = 200 jetons  
50 jetons : somme maximum de Will ;
- deuxième pot parallèle que se disputent Myc, Don et Joey  : 50 jetons + 50 jetons + 50 jetons  = 150 jetons 
50 jetons : somme restant à Joey après paiement du pot parallèle principal → 100 jetons - 50 jetons ;
- troisième pot parallèle que se disputent Myc et Don : 100 jetons + 100 jetons = 200 jetons 
100 jetons : somme restant à Don après paiement du pot parallèle principal et du deuxième pot parallèle 1 → 200 jetons - 50 jetons - 50 jetons.

Les pots sont distribués en fonction du classement des mains lors de l'abattage, somme maximale que les joueurs peuvent espérer gagner :
- Myc et Don la totalité du pot : 200 jetons + 150 jetons + 200 jetons = 550 jetons ;
- Joey : 200 jetons + 150 jetons = 350 jetons ;
- Will : 200 jetons.